# سید محمد یثربی
میر سید محمد یثربی (زادهٔ ۱۳۳۳ - قم)؛ مجتهد شیعی ایرانی، محقق فقه و اصول، تفسیر، اخلاق و عرفان و رئیس و مدرس حوزه علمیه کاشان است.
سید محمد، زادهٔ ۱۳۳۳ شهر قم، در ۵ سالگی همراه با خانواده به کاشان آمد. پدر وی سید مهدی اولین امام جمعه کاشان در زمان انقلاب بوده و عمویش سید علی یثربی کاشانی از اساتید مطرح حوزه و از جمله استاد سید روح‌الله خمینی بوده است. وی از سال ۱۳۵۴ تحصیلات عالی را در قم نزد مرتضی حائری و مراجعی مانند وحید خراسانی، سید محمد روحانی، محمدرضا گلپایگانی خواند و در درس فلسفه (اسفار) آیت‌الله صدر، مطهری و عبدالله جوادی آملی شرکت کرد. یثربی از سال ۱۳۷۸ تدریس خارج فقه و اصول را آغاز کرد و در سال ۱۳۶۹ «مؤسسه علمی تحقیقاتی علامه مجدد وحید بهبهانی» را جهت تحقیق و نشر علوم اسلامی تأسیس کرد. این مؤسسه با بیش از پنج هزار جلد کتاب و رسائل متعدد در حوزه علمیه فعال است.

## تألیفات
وی حدود ۲۰ تألیف دارد. نیمی از آنها حقوق از منظر دینی با رویکرد حقوق با بررسی‌های اجتماعی، اقتصادی، حج، سیاسی، خانواده، جسمی، نیایش، آموزشی و سایر کتب وی:
- المدارج الفقهیه
- تقریرات درس مکاسب محرمه، (فقه) در ۲ جلد
- رسالة فی تطور الاصول، (عربی)
- رسالة فی تطور علم الفقه، (عربی)
- رسالة فی الکلام، (عربی)
- رساله در ولایت؛ مقدمه کتاب راهبرد اهل سنت به مسئله ولایت، (فارسی)
- فی رحاب آیات الولایة و الامامه
- سیری در آیات ولایت و امامت: بررسی فتوحات خلفا و منع تدوین حدیث
- سیری در آیات ولایت و امامت: نقد نظریه عدالت صحابه
- سیری در آیات ولایت و امامت: امام‌شناسی و نقد نظرات وهابیت
- شرح رساله حقوق امام سجاد – علیه السلام –، (فارسی) در ۳جلد؛ مجموعه سخنرانی وی در رادیو معارف
- در خلوت معبود

کتاب «گذری تاریخی بر زندگینامه آیات عظام، روحانیون، علما و بزرگان کاشان» با حمایت وی تألیف گردیده است.